# الحجف (حزم العدين)

تعديل مصدري - تعديل

الحجف محلة تابعة لقرية الاهمول، التابعة لعزلة الشعاور بمديرية حزم العدين إحدى مديريات محافظة إب في الجمهورية اليمنية، بلغ تعداد سكانها 30 حسب تعداد اليمن لعام 2004.